# Protoínos
Protoínos (cientificamente denominados Prothoini) são uma tribo de insetos da ordem Lepidoptera, família Nymphalidae e subfamília Charaxinae, classificada por Rydon no ano de 1971 e restrita à região indo-malaia e Australásia. Estas quatro espécies de borboletas, restritas a dois gêneros, já estiveram incluídas num gênero monotípico, Prothoe, incluindo o subgênero Agatasa, no século XX; posteriormente transferindo-se Agatasa para o status de gênero e incluindo a espécie Agatasa calydonia, da Índia, Myanmar, Tailândia, Laos, oeste da Malásia, Sumatra, Bornéu e Filipinas.

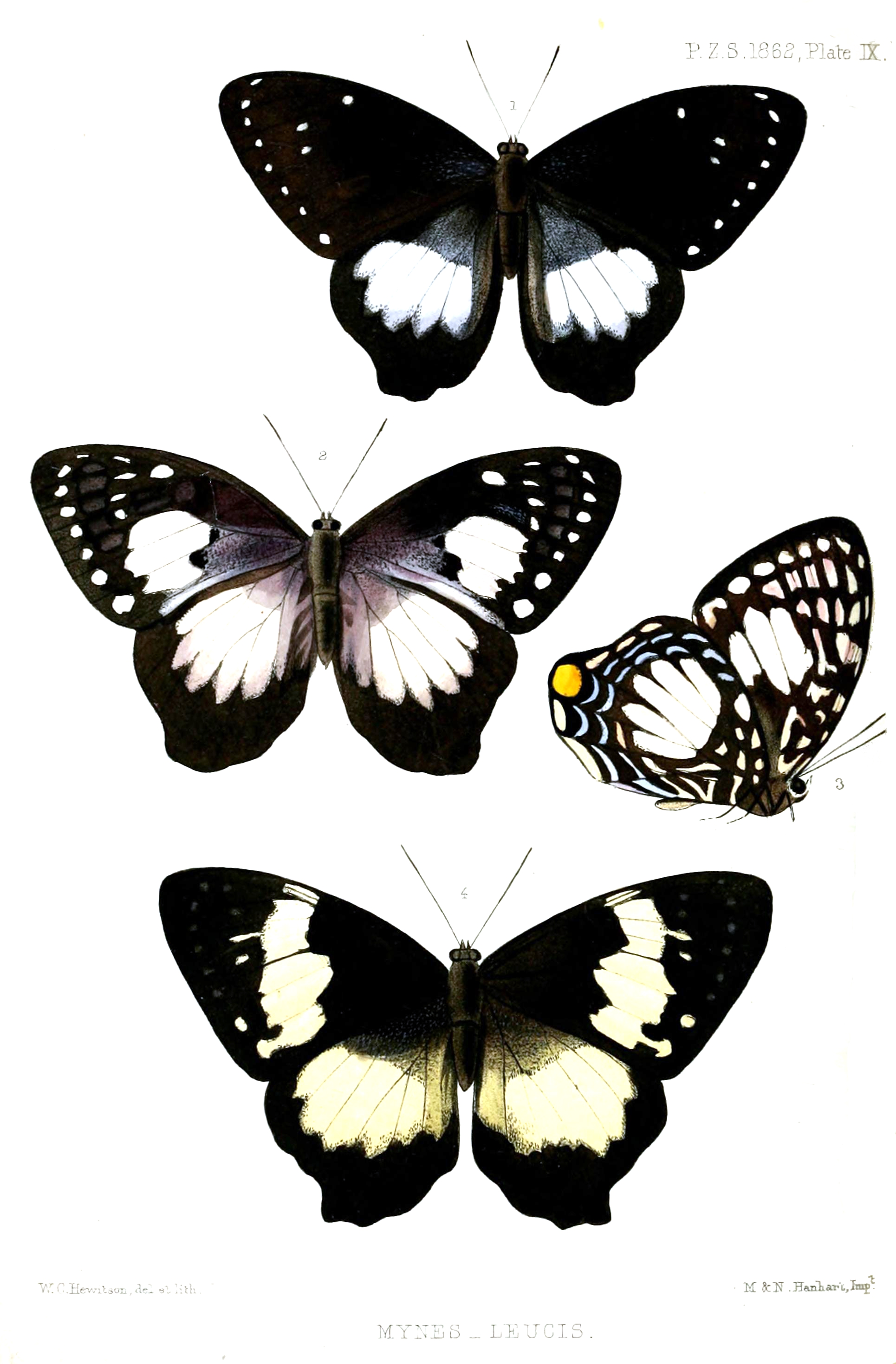
Ilustrações de 1863 com Prothoe australis, subespécies hewitsoni (1 e 4, vista superior) e mulderi (2 e 3, em vista superior e inferior); retiradas de Proceedings of the Zoological Society of London (vol. 1862, plate IX). Sua grande diversidade genética a fez ser classificada como várias espécies dentro do gênero Prothoe.

## Gêneros de Prothoini
- Agatasa Moore, 1899 (espécie  de gênero monotípico: Agatasa calydonia (Hewitson, 1855))[2]
- Prothoe Hübner, [1824] (espécie-tipo: Prothoe franck (Godart, [1824]))[1]